# تیشیتسه
تیشیتسه (به لاتین: Tišice) یک منطقهٔ مسکونی در جمهوری چک است که در ناحیه میلنیک واقع شده‌است. تیشیتسه ۱۲٫۷۱ کیلومتر مربع مساحت و ۱٬۸۹۲ نفر جمعیت دارد و ۱۶۷ متر بالاتر از سطح دریا واقع شده‌است.